# Họ Cá hàm
Họ Cá hàm hay họ Cá hàm cứng hoặc họ Cá miệng rộng (Danh pháp khoa học: Opistognathidae) là một họ cá theo truyền thống xếp trong bộ Cá vược, nhưng gần đây đã được đề xuất tách ra ở vị trí không xác định (incertae sedis) trong nhánh Ovalentaria.
Đây là họ cá được biết đến với việc cá đực ấp trứng trong miệng, chúng nổi bật với chiếc hàm to.

## Đặc điểm
Những con cá hàm với chiếc miệng lớn này sinh sống ở vùng nước nông gần đảo Coron thuộc Philippines, chúng khá nhút nhát. Những con cá hàm cái sẽ đẻ trứng vào trong miệng cá đực, con cá đực sẽ mang trong miệng hàng trăm quả trứng và cung cấp nguồn oxy đến khi nào những quả trứng nở. Cá đực sẽ mang tất cả trứng trong miệng để ấp trong nhiều tuần.
Con cá mở rộng miệng để dòng nước có thể lưu thông một cách dễ dàng cung cấp oxy cho những quả trứng. Mỗi con cá chứa được khoảng 300 – 400 quả trứng ở trong miệng của nó. Những quả trứng sẽ nở vào lúc hoàng hôn và những con cá bột nhỏ sẽ trôi dạt đi khắp nơi.
Cá đực không ăn trong thời kỳ ấp trứng, nhưng có tới 30% trứng trôi vào bụng của cá đực trong thời gian ấp trứng. Đây là lý do loài cá này được gọi là cá ăn thịt. Một số loài động vật khác, như ếch, cũng ấp con trong miệng. Nhưng đây thường là thói quen của loài cá, và thường được cá bố đảm nhiệm.

## Các chi
Dưới đây là các chi trong họ
- Anoptoplacus Smith-Vaniz, 2017: 1 loài.
- Lonchopisthus (Gill, 1862): 5 loài
- Opistognathus (Cuvier, 1816) (gộp cả Merogymnoides (Whitley, 1966)): 68 loài
- Stalix (Jordan y Snyder, 1902): 12 loài